# Juanfra Juárez
Juan Francisco Romero Juárez (Jaén, 29 de noviembre de 1974), más conocido como Juanfra Juárez, es un actor español de cine, teatro y televisión.

## Biografía
Comenzó a formarse como actor en la Escuela de Arte Dramático de Sevilla. Empezó como actor teatral, pero con el paso del tiempo ha participado en producciones cinematográficas y televisivas. 
Es conocido por su participación en diferentes series de televisión como Cuéntame o las producidas por El Terrat: Mira lo que has hecho y Pelotas. Sin embargo, su gran éxito se debe a sus papeles en películas como Un mundo cuadrado, XXL o Déjate caer. Por otra parte, participa como actor en diversas obras teatrales dirigidas por el Centro Andaluz de Teatro. 

## Filmografía

### Cine
- Orígenes secretos (2020)
- El inconveniente (2019)
- Mi gran despedida (2019)
- Adiós (2019)
- La fiesta no es para feos (2018)
- 522. Un gato, un chino y mi padre (2018)
- Yo, mi mujer y mi mujer muerta (2018)
- El autor (2017)
- Conexión Almería (2015)
- Carmina y amén (2014)
- ¿Quién mató a Bambi? (2013)
- 12+1, una comedia metafísica (2012)
- Un mundo cuadrado (2011)
- La banda en la isla de la magia (2008)
- Déjate caer (2007)
- 15 días contigo (2004)
- Saca la plata (2004)
- XXL (2003)
- Me estoy quitando (2003)

### Televisión
- Allí Abajo (2019), de Antena 3.
- Mira lo que has hecho (2018/2019), de Movistar+ y El Terrat.
- La Peste (2017), de Movistar+.
- Brigada de fenómenos (2016), de Canal Sur.
- El ministerio del Tiempo (2016), de TVE.
- El Príncipe (2016), de Telecinco.
- Mar de plástico (2015), de Antena 3.
- Sin identidad (2015), de Antena 3.
- Aquí Paz y después Gloria (2014), de Telecinco y Producciones Mandarina.
- Con el culo al aire (2011/2013), de Antena 3.
- Pelotas (2009/2010), de TVE y El Terrat.
- Año 400 (2008), de Canal Sur.
- La que se avecina (2007), de Telecinco.
- Cuéntame (2004), de TVE.
- Arrayán (2003), de Canal Sur.

### Cortometrajes
- Inexistentes (2016), dirigida por Manuel Gomar.
- 412 Pasos (2015), dirigida por Alejandro G. Salgado.
- ¿Qué prefieres? (2013), dirigida por Joaquín León.
- Subterráneo (2013), dirigida por Miguel Ángel Carmona.
- Nada que decir (2010), dirigida por Darío Paso.
- 3 hombres 3 (2000), dirigida por Juan Alberto de Burgos.

### Teatro
- Luces de Bohemia (2017/2018), dirigida por Alfonso Zorro.
- Don Quijote en la patera(2017), Gira del Teatro Clásico de Sevilla.
- El Eunuco (2016), Gira del Teatro Clásico de Sevilla.
- Don Juan Tenorio (2015).
- Hamlet (2015).
- La evitable abscensión del Arturo Ui (2014), dirigida por Carlos Álvarez-Ossorio.[3]
- Amphitrion (2014), dirigida por Producciones Impredecibles.
- Viaje a la luna (2014), dirigida por Producciones Impredecibles.
- La venganza de Don Mendo (2013), dirigida por Producciones Impredecibles.
- Lisitrata (2013).
- 12+1 (2013).
- La gloria de mi mare (2012).
- 25 años menos un día (2011), dirigida por Pepa Gamboa.
- DJ Peep Show (2010), dirigida por Juanjo Villanueva.
- Tortola Valencia (2008), dirigida por Pepa Gamboa.
- La vida es sueño (2007), dirigida por Ramón Bocanegra.
- Federico. Un drama social (2006), dirigida por Francisco Ortuño.
- Don Juan Tenorio (2005), dirigida por Ramón Bocanegra.
- El Narcissus (2004/2006), dirigida por Javier Centeno.
- La Frontera (2004/2005), dirigida por Pedro Álvarez Ossorio.
- Romeo x Julieta (2003), dirigida por Emilio Hernández.
- Luis Cernuda. Un perfil en el aire (2002), dirigida por Gema López.
- La noche oscura (2001), dirigida por Gema López y José María Roca.
- El secreto de la torre de Don Fadrique (2000), dirigida por Ramón Bocanegra.
- La llanura (1999), dirigida por Helena Pimienta.
- ¿Doctor es cierto que el hombre de un 70% de agua? (1998), dirigida por Paco Montes.

## Premios
Premios ASECAN
| Año  | Categoría                      | Película          | Resultado |
| ---- | ------------------------------ | ----------------- | --------- |
| 2013 | Mejor interpretación masculina | Un mundo cuadrado | Nominado  |